# Sacro macello

Giacomo Robustelli

Il sacro macello fu una strage condotta da un gruppo di cattolici ai danni della popolazione riformata, avvenuta in Valtellina nel luglio 1620, nel contesto di una rivolta filo-spagnola contro la Repubblica delle Tre Leghe che allora controllava il territorio valtellinese.
Bande armate cattoliche, decise a eliminare la presenza evangelica dalla valle, imperversarono per quattro giorni tra Tirano e Morbegno, lasciando dietro di sé una pesante scia di sangue.

## Storia

### Le premesse
La presenza protestante in Valtellina era iniziata circa ottant'anni prima del "Macello": comunità evangeliche erano sorte un po' ovunque nella valle, soprattutto grazie alla predicazione di profughi religiosi italiani, tra i quali Pier Paolo Vergerio, ex-vescovo di Capodistria, divenuto sostenitore della causa della Riforma.
Dopo un periodo di relativa quiete, tuttavia, sotto l'impulso della Controriforma cattolica e degli interessi politici della Spagna, che governava il Ducato di Milano, il clima si deteriorò. All'inizio del Seicento ci fu un cambiamento decisivo: mentre prima le due confessioni erano riuscite a convivere, con chiese evangeliche che condividevano lo stesso tempio con le parrocchie cattolico-romane, a un certo punto la convivenza diventò impossibile. È famoso, ad esempio, il caso di Caspano, dove la Riforma era presente in modo molto vivace: i cattolici locali pagarono di tasca propria per costruire una nuova chiesa e darla ai protestanti proprio perché era venuta meno la volontà di condividere i luoghi di culto.
Nei primi anni del secolo, il governatore spagnolo di Milano fece costruire, all'imbocco della valle, una fortezza presidiata da una imponente guarnigione: il forte di Fuentes. Era il segno evidente delle mire spagnole sulla valle.
Nel 1617 i Grigioni approvarono gravi Editti in pregiudizio dei Cattolici, le tensioni aumentarono a seguito della morte sotto tortura nel 1618 dell'arciprete di Sondrio Nicolò Rusca ad opera dei grigioni.
Il Consiglio di Valle deliberò allora di dichiarare guerra ai Grigioni, che occupavano la Valle da 90 anni, facendo precedere i fatti da una scrupolosa attività diplomatica presso la Corte Savoia, il Duca di Feria e l'Arciduca Leopoldo d'Austria.

### Gli avvenimenti
Il "Sacro Macello", capeggiato dal cavaliere cattolico e filospagnolo Giacomo Robustelli, avvenne poco dopo la rivolta anti-asburgica della Boemia, evento scatenante della guerra dei trent'anni (1618-1648), scoppiata due anni prima. Specialmente Venezia e la Francia avvertivano con preoccupazione i risvolti della liberazione del corridoio valtellinese a favore della Spagna e degli Asburgo, ma nessuna delle due potenze era in grado in quel momento di intervenire (Venezia era reduce dalla guerra contro l'Austria, la Francia alle prese con una sollevazione ugonotta).
La Valtellina costituiva, infatti, un importante crocevia per le comunicazioni e gli approvvigionamenti tra i domini asburgici di Spagna e d'Austria, rappresentando un corridoio che consentiva il collegamento tra la Lombardia spagnola e i domini austriaci, nonché l'ingresso delle truppe spagnole direttamente nel territorio tedesco (nei progetti spagnoli avrebbe consentito di stringere in una tenaglia le Province Unite), in particolare nel contesto della guerra dei trent'anni in cui il ramo degli Asburgo di Spagna era alleato di quello collaterale tedesco, impegnato sul fronte della lotta contro i protestanti di Boemia, Germania e Paesi scandinavi.
La rivolta dei cattolici valtellinesi può quindi essere inquadrata nel quadro di una vera e propria congiura, orchestrata a Milano: era prevista una invasione da sud, dalla Lombardia spagnola, e contemporaneamente da ovest, dalla Mesolcina attraverso il passo dello Spluga, e da est, dal Tirolo attraverso lo Stelvio e l'Umbrail. I rivoltosi speravano in una manovra a tenaglia con il supporto militare e finanziario della Spagna, e all'interno di questa rivolta trovava posto anche la rivolta del piccolo gruppo valtellinese.
In questa operazione di eliminazione della componente riformata della popolazione si stima che vennero uccise tra le quattrocento e le seicento persone, quasi tutte di confessione protestante e di origine valtellinese. Alcuni degli uccisi erano cattolici, perché coloro che avevano ricevuto l'ordine di scatenare l'insurrezione nel loro paese e lo avevano rivelato ai protestanti locali, o quelli che avevano aiutato gli stessi riformati a passare le montagne, furono uccisi a loro volta.
(Wendland, p. 111)
Giunto a Sondrio alla testa di 800 uomini il condottiero Giovanni Guicciardi intimò al governatore svizzero di andarsene dalla Valle.
Il massacro dei protestanti valtellinesi provocò un notevole esodo di profughi verso il territorio delle Leghe retiche e verso i cantoni protestanti svizzeri. Molti di loro ripararono nella vicina Engadina e nella regione di Coira. Altri raggiunsero San Gallo, Glarona, Basilea, Berna, Sciaffusa e Ginevra. La città di Zurigo accolse circa 250 profughi provenienti dalla Valtellina e da Chiavenna. Alcuni profughi trovarono rifugio in Moravia, altri a Berlino, non pochi raggiunsero i Paesi Bassi; un certo numero di esuli si stabilì nel Palatinato, in particolare nella città di Bretten e nel suo circondario.

### Conseguenze
Il "Macello", supportato a distanza dal governatore spagnolo di Milano, il duca di Feria, costrinse i Grigioni a ritirarsi a nord delle Alpi. Venuto meno il governo dei Grigioni, fu proclamata una "libera repubblica di Valtellina", di fatto uno Stato fantoccio sotto il controllo spagnolo. La pressione militare e politica, che si era servita dell'elemento religioso per alimentare la tensione, poté così dispiegarsi sull'intera Valtellina, che venne occupata dalle truppe degli Asburgo di Spagna, presenti in forze massicce al forte di Fuentes. Il duca di Feria, infatti, aveva inviato truppe in appoggio ai cattolici, truppe che in breve tempo occuparono militarmente l'area, riportando il "corridoio valtellinese" sotto il dominio asburgico.
I Grigioni chiesero aiuto ai Francesi e nell'aprile 1621 ci fu un primo tentativo di porre fine alla guerra con la firma del trattato di Madrid: la Spagna acconsentì a rendere la Valtellina ai Grigioni in cambio della garanzia di libero culto per il partito cattolico di Robustelli mentre la Francia si sarebbe impegnata per impedire l'alleanza tra Venezia e i Grigioni. Il trattato venne tuttavia disatteso dagli Spagnoli e la guerra riprese: supportato dagli austriaci, il duca di Feria passò l'Engadina ed occupò Coira nel novembre 1621 e Robustelli venne nominato Capitano Generale della Valtellina. Il Sacro Macello era così diventato il casus belli nella Guerra di Valtellina, uno degli strascichi italiani della Guerra dei trent'anni.
Nel 1626 si giunse a una nuova mediazione fra Francia e Spagna con il trattato di Monzón: la Valtellina veniva restituita alla Repubblica delle Tre Leghe, con le condizioni che fosse smilitarizzata e che si impedisse la diffusione del protestantesimo.  In realtà la Spagna non rispettò affatto il trattato e non restituì la Valtellina ai Grigioni fino al 1639, dopo un'invasione da parte dei francesi e la riconquista da parte degli spagnoli, che alla fine la cedettero alle Tre Leghe.

## Origine dell'espressione
Fu lo storico cattolico conservatore Cesare Cantù a coniare il termine "sacro macello", nel suo saggio storico del 1853 Il Sacro Macello di Valtellina. La strage dell'estate del 1620 ha lasciato fino ad oggi una traccia indelebile nella coscienza collettiva: ancora oggi il "sacro macello" è un episodio storico che quasi tutti i valtellinesi conoscono e ricordano.